# Jan Koopmans
Jan „Flip“ Koopmans (* 26. Mai 1905 in Sliedrecht; † 24. März 1945 in Amsterdam) war ein niederländischer Theologe der Nederlandse Hervormde Kerk und Widerständler gegen die deutsche Besatzung seines Landes während des Zweiten Weltkriegs. Er protestierte öffentlich gegen die Maßnahmen der Deutschen gegen jüdische Menschen. Im März 1945 kam er durch die verirrte Kugel eines Angehörigen des SD ums Leben.

## Biographie
Jan Koopmans war der Sohn von Wytske van der Zee und von Sjoerd Koopmans, beide waren von Beruf Lehrer. Der Sohn studierte (gegen den Willen seiner Eltern) Theologie in Utrecht und erhielt vermutlich in dieser Zeit den Spitznamen „Flip“. 1928 heiratete er in Breukelen-Nijenrode Christina Klasina Breen (1897–1951). Im selben Jahr wurde er Pfarrer in Zeeland und betreute die Gemeinden von Elkerzee (1928–1931) und von ’s-Heer Hendrikskinderen (1931–1938). 1938 promovierte er zum Thema Het oudkerkelijk dogma in de Reformatie, bepaaldelijk bij Calvijn (die Promotion erschien 1955 auf Deutsch unter dem Titel Das altkirchliche Dogma in der Reformation). Im selben Jahr wurde er Sekretär für Bibelstudien bei der Nederlandse Christen Studenten Vereniging (NCSV), die in den 1930er Jahren von großer gesellschaftlicher Bedeutung war.
1937 brachte er eine Gruppe zumeist reformierter Theologen zusammen, die die Barmer Theologische Erklärung studierten und berieten, wie man die Bekennende Kirche in Deutschland unterstützen könne. Koopmans wollte, dass die niederländischen Kirchen die Ungerechtigkeit, die der NS-Staat der Kirche in Deutschland zufüge, öffentlich kritisierten. Aus den Diskussionen dieser Gruppe entstanden 1939 die Amersfoortse Stellingen, benannt nach ihrem Entstehungsort Amersfoort, auch als Amersfoortse Thesen (Amersfoorter Thesen) bezeichnet. Koopmans war der Anreger und der federführende Autor dieser Thesen. Sie knüpften an die Barmer Theologische Erklärung an und führten sie in einem entscheidenden Punkt weiter: in der Verurteilung des Antisemitismus. Koopmans hatte sich mit dem Schweizer Theologen Karl Barth, dem Hauptautor der Barmer Theologische Erklärung darüber beraten, der ihn in seinem Anliegen unterstützte. Es ging darum, die Führung der reformierten Kirche zu bewegen, energischer gegen den Antisemitismus Stellung zu nehmen. Die Initiative scheiterte am Widerstand seiner Landsleute, die befürchteten, damit die niederländische Politik der Neutralität zu gefährden: „Koopmans Versuch, die größte protestantische Kirche der Niederlande zu einem Urteil zu überreden, war gescheitert.“
Gemeinsam mit Freunden, darunter Hebe Charlotte Kohlbrugge, Klaus Oppenheimer und Jan Rudolph Slotemaker de Bruine, gründete er im August 1940 – nach der Besetzung der Niederlande durch die Wehrmacht im Mai 1940 – den Lunterse Kring (Lunterner Kreis), benannt nach ihrem Treffpunkt, dem Dorf Lunteren. Wenig später wurden 30.000 Exemplare von Koopmans Broschüre Bijna te Laat („Fast zu spät“) publiziert, die mit Hilfe von Freunden verteilt wurden. Auslöser für die Veröffentlichung war die seit Oktober 1940 in den Niederlanden vorgeschriebene Ariererklärung, die alle Niederländer in öffentlichen Funktionen unterzeichnen mussten, um ihre Arbeitsstellen zu behalten. 95 Prozent der in Frage kommenden Personen leisteten ihre Unterschrift. Koopmans kritisierte die mangelnde Zivilcourage seiner Landsleute und schrieb:

„Soll die Erklärung, ob man jüdischer Abstammung ist oder nicht, nun unterschrieben werden oder nicht? Sollen wir sagen: Es ist zwar furchtbar, aber wir werden gezwungen, und es dauert vielleicht nur kurze Zeit? Oder sollten wir nicht vielmehr wie ein Mann zusammenstehen und nicht nur Protest einlegen, sondern es aus Gewissensgründen ablehnen, auf ungehörige Fragen zu antworten?“

„Wir haben es sicher ärgerlich gefunden, dass wir dies tun mussten, aber es war uns nicht oder kaum klar, dass wir, nur dadurch, dass wir die Erklärung abgaben, in gewissem Maße mitschuldig an den Maßnahmen gegen die Juden werden. Einige von uns […] haben begriffen, dass hier die Grundlagen des christlichen Glaubens und der Menschlichkeit angegriffen werden. […] Eher vergisst meine rechte Hand sich selbst, als dass ich eine Erklärung unterschreibe, dass ich nicht von jüdischem Blute bin, womit ich also erkläre: Du, Herr Jesus, bist von jüdischem Blute gewesen, aber ich glücklicherweise nicht, und darum kann ich meinen Arbeitsplatz behalten.“

Koopmans kam zu dem Schluss, dass die niederländische Gesellschaft „diese Schlacht“ (wie er es nannte) verloren habe, denn fast alle Beamten hätten die „Ariererklärung“ ausgefüllt und unterschrieben. Für Widerstand sei es „zu spät“: „Zij gaan eruit en zij gaan eraan!“ („Man bringt sie [die Juden] weg, man bringt sie um!“) In einer weiteren Broschüre Wat wij wel en wat wij niet geloven bezeichnete Koopmans Antisemitismus als „eine der hartnäckigsten und tödlichsten Formen von Widerstand gegen den heiligen und barmherzigen Gott“.
Als im Juli 1942 die Deportationen von jüdischen Menschen aus den Niederlanden begannen, protestierten die niederländischen Kirchen zunächst. Die NS-Behörden brachten sie mit dem Versprechen zum Schweigen, dass getaufte Juden „bis auf Weiteres“ von Deportationen verschont bleiben würden. Koopmans, seit 1941 Pfarrer in Amsterdam, erhielt die Aufgabe, im Adviesbureau ten bate van niet-arische Christenen („Beratungsstelle für nichtarische Christen“) Taufscheine auszustellen. Nach dem Krieg kamen Vorwürfe auf, er habe mehr gefälschte Bescheinigungen ausstellen sollen, aber „Koopmans […] wird vermutet haben, dass Fälschungen viele gefährdeten“, falls diese aufgeflogen seien.

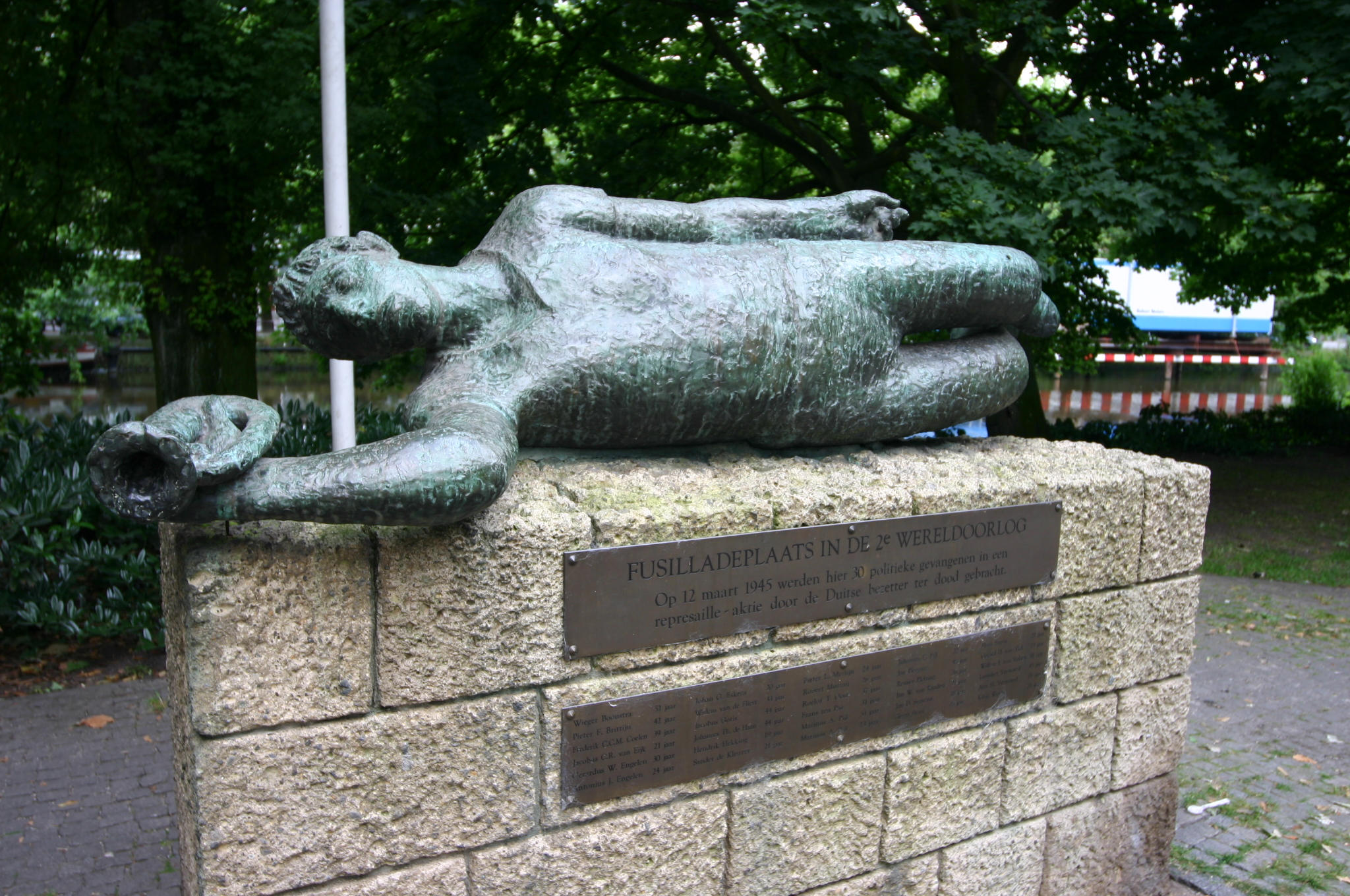
Denkmal für die 30 auf dem Weteringplantsoen hingerichteten Männer

Im Frühjahr 1943 wurden die Deportationen entgegen den Zusagen der Deutschen auf die bis dahin verschonten Gruppen – getaufte Juden und mit nicht-jüdischen Ehepartnern Verheiratete – ausgeweitet. Der SS-Hauptsturmführer und Leiter der Zentralstelle für jüdische Auswanderung in Amsterdam Ferdinand aus der Fünten erschien im Durchgangslager Westerbork, wo sich viele dieser Menschen befanden, und stellte ihnen ein Ultimatum, über das sie innerhalb einer halben Stunde entscheiden sollten: sofortige Deportation oder Sterilisation. Über Kontaktleute im Lager erfuhr Jan Koopmans von diesem Vorfall, und mit Vertretern verschiedener Kirchen wurde ein gemeinsames Protestschreiben an den Reichskommissar für die Niederlande Arthur Seyß-Inquart gerichtet, das Koopmans formuliert hatte. Er bezeichnete die Maßnahmen als „böse“ und schloss mit den persönlichen Worten an Seyß-Inquart: „Sie sind seit drei Jahren in den Niederlanden, und wir haben festgestellt, dass Sie nicht auf die Stimme der Kirche reagieren. Aber in der Kirche glauben wir an einen Gott, der Menschen bekehren kann. Und wir beten dafür, dass er Sie bekehre – zum Wohle von Ihnen und unserem Volk.“ In Gottesdiensten, die er leitete, sprach er diese Worte öffentlich als Gebet, was manche Gläubige schockierte. In einem Flugblatt der SS wurde Jan Koopmans daraufhin als „Prokurist“ der „Firma Juda & Co.“ bezeichnet.
Obwohl den NS-Behörden bekannt war, dass Jan Koopmans ein vehementer Gegner des Nationalsozialismus war, wurde er nie inhaftiert. In den letzten Kriegsmonaten hielt er sich aber an ständig wechselnden Orten versteckt. Am 12. März 1945 hörte er unter dem Fenster seiner damaligen Unterkunft in der Stadhouderskade 71 Lärm auf dem nahegelegenen Eersten Weteringplantsoen. Dort wurden zur Vergeltung für die Tötung des SD-Mannes und SS-Hauptscharführers Ernst Wehner – er war bei einem Feuergefecht mit Widerstandskämpfern ums Leben gekommen – 30 politische Gefangene aus dem Gefängnis Weteringschans zur Hinrichtung aufgestellt. Hunderte Anwohner und Passanten wurden gezwungen, sich die Hinrichtungen anzuschauen. Unter den unfreiwilligen Zuschauern befanden sich unter anderem ein 13-jähriges Mädchen, das zufällig auf einem Roller vorbeigekommen war – die spätere Politikerin Els Borst – sowie der Maler Carel Willink.
Mit Beginn der tödlichen Schüsse kam es zu einer Panik in der Menschenmenge, und die SD-Leute begannen, unkontrolliert zu schießen. Eine verirrte Kugel traf Jan Koopmans, der aus dem Fenster auf die Geschehnisse schaute, ins Auge. Zwölf Tage später starb er im Alter von 39 Jahren und wurde auf dem Friedhof Zorgvlied beerdigt. Er hinterließ seine Frau und fünf Kinder. 2017 wurde in seiner ehemaligen Gemeinde ’s-Heer Hendrikskinderen der dr Jan Koopmanspad nach ihm benannt.

## Publikationen (Auswahl)
- Het oudkerkelijk dogma in de Reformatie, bepaaldelijk bij Calvijn. 1938.
- Vrijzinnige bezwaren beantwoord. 1938.
- De Nederlandsche geloofsbelijdenis. 1939.
- Wij hebben een koning. 1939.
- De Heilige Doop. 1939.
- Bijna te laat!. 1940.
- Gods boodschap in een donkere wereld. 1941.
- Wat zegt de Bijbel? 1942.